# Gelbschnabel-Blässhuhn
Das Gelbschnabel-Blässhuhn (Fulica armillata) ist eine Vogelart aus der Familie der Rallen (Rallidae), die in Brasilien, Paraguay, Uruguay, Argentinien und Chile vorkommt. Die Art gilt als monotypisch. Der Bestand wird von der IUCN als nicht gefährdet (Least Concern) eingeschätzt.

## Merkmale
Das Gelbschnabel-Blässhuhn erreicht eine Körperlänge von etwa 43 bis 51 cm. Es ist ein Blässhuhn mit weißen Unterschwanzdecken und keinem Weiß an den Armschwingen. Der Rest des Gefieders ist schwärzlich. Das spitze Stirnschild verleiht ihm ein kantiges Aussehen und wird durch das Rot der Basis des Schnabelfirst zwischen Schild und Schnabel getrennt. Die Farbe von Schnabel und Schild kann variieren, so kann das Schild blasser gelb als der Schnabel wirkt. Manchmal ist der Schnabel rötlich. Beine und Füße sind orangegelb bis gelb mit einem einem blassroten Strumpfhalter ähnlichen Band über dem Knöchelgelenk. Die Iris ist normalerweise rötlich, kann aber auch gelb sein. Es besteht kein Geschlechtsdimorphismus. Jungvögel haben einen hornfarbenen Schnabel, bekommen aber bald ein gelbes Schild. Die Beine und Füße sind olivfarben. Ab dem zweiten oder dritten Jahr haben Vögel stumpfere, olivfarbenere Beine und Füße als die Altvögel. Jungvögel sind außerdem stumpf graubraun mit weißem Kopf und Hals und vom vorderen Oberkopf bis zum Hinterhals dunkel gesprenkelt.

## Lautäußerungen
Der Alarmruf des Männchens des Gelbschnabel-Blässhuhns ist ein kurzes, gepfiffenes huit. Außerdem gehört ein explosives pit und ein und ein wiederholtes aggressives wuu zu seinem Repertoire. In der Nähe des Weibchens gibt es ein wiederholtes leises quit von sich. Das Weibchen stößt als Alarmsignal ein jek und ein lautes, wiederholtes terr aus.

## Fortpflanzung
Das  Gelbschnabel-Blässhuhn brütet in Chile von Oktober bis November. Ersatzbruten kann es bis Januar geben. In Brasilien wurden Bruten im November beobachtet mit größeren Jungtieren im Februar. Aus Argentinien wird der Höhepunkt der Brutzeit mit Mitte September und Mitte Oktober angegeben, doch kann es auch später mit Zweitnestern zu weiteren Brutversuchen kommen. Normalerweise ist es gesellig, aber monogam und stark territorial und streitlustig während der Brutzeit. Das Nest ist eine locker gebaute Plattform aus getrocknetem Schilf mit erhöhtem Rand. Meist befindet es sich zwischen mäßig dichten Rohren in der Nähe von offenem Wasser, manchmal ist es auch schwimmend. Der Nestbereich ist normalerweise aber frei von schwimmender Vegetation. Es kann vorkommen, dass es in der Nähe des Weißflügel-Blässhuhns (Fulica leucoptera) sein Nest hat. Ein Gelege besteht aus zwei  bis acht Eiern. Nachdem die Küken geschlüpft sind, wird ein Nest gebaut, das als Brutstätte dient oder es werden Brutnester bzw. -plattformen errichtet. Das schwarze flaumige Küken hat einen teilweise nackten rosa und blauen Oberkopf, kleine orangefarbene Borsten an der Kehle, einen schwarzen Schnabel mit orangefarbenem Band und ein rotes Schild. Der Nachwuchs wird von beiden Eltern gefüttert. Das Küken ist bald in seinem Leben in der Lage abzutauchen. Ersatzbruten gibt es sofern eine Brut verloren wird. Als Nesträuber wurden Kuckucksenten (Heteronetta atricapilla) beobachtet.

## Verhalten und Ernährung
Das Gelbschnabel-Blässhuhn ernährt sich vorwiegend von Wasserpflanzen. Es ist ein erfahrener Taucher, der die meiste Nahrung im offenen, ziemlich tiefen Wasser findet. Dabei tauchtes auch Kopfüber. Gelegentlich plündert es Wasserpflanzen, die von der Rosenschnabelente (Netta peposaca) oder der Kuckucksente ausgerissen wurden. Die Nahrungssuche erfolgt auch an Land und in der Nähe von Wasser. Manchmal bewegt es sich in der Nähe vom Weißflügel-Blässhuhn und vom Rotstirn-Blässhuhn (Fulica rufifrons).

## Verbreitung und Lebensraum

Verbreitungsgebiet (grün) des Gelbschnabel-Blässhuhns

Das Gelbschnabel-Blässhuhn bevorzugt Seen, große Teiche, Flüsse, Sümpfe und tiefe, klare Straßengräben als Lebensraum. Seltener wird es an kleinen Tümpeln gesehen, ernährt sich aber gelegentlich in geschützten Gewässern in der Nähe von Seen. Im patagonischen Hochland brütet es hauptsächlich auf exponierten, flachen Seen mit ausgedehnten Teppichen aus schwimmendem Tausendblatt. Es kommt hauptsächlich im Tiefland vor, kann aber auch in den kargen Hochebenen im Landesinneren Patagoniens in Höhenlagen bis auf 1200 Meter präsent sein. In den Seen der Südanden kommt es bis auf 1000 Meter vor. In der Laguna de Vocán in der Provinz Jujuy brütet es sogar in 2100 Meter. Im Winter können sich große Ansammlungen der Art in geschützten Meeresbuchten bilden.

## Migration
Das Gelbschnabel-Blässhuhn ist normalerweise ein Standvogel. In Rio Grande do Sul ist es ganzjährig anwesend, doch kann man kleinere Züge und örtliche Konzentrationen beobachten. Irrgäste wurden bis Tristan da Cunha beobachtet.

## Etymologie und Forschungsgeschichte
Die Erstbeschreibung des Gelbschnabel-Blässhuhns erfolgte 1817 durch Louis Pierre Vieillot unter dem wissenschaftlichen Namen Fulica armillata. Als Verbreitungsgebiet gab er Paraguay an, basierend auf Macá del la focha de ligas roxas von Félix de Azara. 1758 führte Carl von Linné die für die Wissenschaft neue Gattung Fulica ein. Dieser Name hat sein Ursprung in lateinisch fulica, fuliga, fulix, fulicis ‚Wasserhuhn‘. Der Artname »armillata« stammt von lateinisch armillatus, armilla ‚geschmückt mit einem Armband, Armband‘ ab. Alfred Laubmann hatte für sein Werk Die Vögel von Paraguay keinen Balg zur Verfügung. In der Literatur sah er nur in Azara und in Monte Sociedad durch Arnaldo de Winkelried Bertoni Nachweise für das Land. Gustav Hartlaub  hatte aufgrund der Beinfarbe Zweifel an Azaras Beschreibung.